# 北江十大功劳
北江十大功劳（学名：Mahonia fordii）为小檗科十大功劳属的植物，为中国的特有植物。分布于中国大陆的四川、广东等地，生长于海拔850米的地区，常生长在林下及灌丛中，目前尚未由人工引种栽培。